# Judith Desimoni
Judith Desimoni (Olavarría, 24 de octubre de 1956 – 26 de noviembre de 2012) fue una física argentina.

## Biografía
Nacida en Olavarría, provincia de Buenos Aires, Judith Desimoni se trasladó a La Plata en 1975 para estudiar Licenciatura en Física en la Universidad Nacional de La Plata. Se graduó en 1981 y en 1984 obtuvo su Doctorado en Física con una beca de la Comisión de Investigaciones Científicas de la Provincia de Buenos Aires.
Se casó en 1985 con el físico Guillermo “Vasco" Zarragoicoechea, con quien tuvo dos hijas Lucía y Julia. 
Judith Desimoni se dedicó a la física experimental, especializándose en espectroscopía nuclear. Fue investigadora de Consejo Nacional de Investigaciones Científicas y Técnicas (CONICET) en el IFLP, Instituto de Física de la ciudad de La Plata, donde residió durante su vida académica, a excepción de una estadía de años en Francia, en la Universidad de París XI. Realizó en su carrera numerosos aportes disciplinares en el área de radioactividad, publicando más de un centenar de artículos de investigación. 
Desde 1992 se desempeñó como directora del Grupo de Investigación y Servicios de Radioactividad en Medio ambiente del Departamento de Física (Facultad de Ciencias Exactas, UNLP). Junto a su colega Claudia Patricia Massolo realizó la identificación de componentes radioactivas en residuos de origen industrial que fueron encontrados en el año 1989 por vecinos en una cantera cercana al Aeropuerto de la ciudad de La Plata. Realizaron un informe técnico al respecto. 
Junto al físico argentino Roberto C. Mercader, Desimoni fue cofundadora del actualmente Laboratorio de Aplicaciones
del Efecto Mössbauer y Magnetismo de la UNLP (LAEMM), creado en agosto de 2005.
Judith Desimoni era considerada una referente en el tema de radiactividad y sus efectos sobre la salud y el medio ambiente. Fue consultada por los medios de comunicación en numerosas ocasiones.
Junto a dos de sus discípulos publicó un libro en el área, titulado Radioactividad en el Medio Ambiente con el objetivo de “alfabetizar, en temas relacionados con radioactividad en el medio ambiente a estudiantes avanzados de grado y postgrado de carreras de ciencias exactas e ingeniería, profesionales, profesores de colegios secundarios y a la sociedad en general” 
Fue docente universitaria y dirigió numerosas tesis de doctorado. Su desempeño también fue intenso en el área de Extensión Universitaria. Fue una integrante activa de la Asociación Física Argentina; la Filial La Plata le dedicó un sentido homenaje. Sus colegas la consideraban "una docente e investigadora incansable, se involucró en todos los aspectos de la actividad académica aceptando los desafíos de la profesión y de la vida con la misma valentía y franqueza, y ofreció su ayuda cada vez que fue necesaria.". Su prematura desaparición fue lamentada en las comunidades de La Plata y Olavarría.
En 2023, el libro "Radioactividad, medioambiente y espectroscopía gamma: De la teoría al laboratorio", editado por EDULP, reconoce a Patricia Massolo, Guillermo, Bibiloni, María Cristina Caracoche y Judith Desimoni como impulsores de a la línea de investigación, docencia y extensión del Departamento de Física de la Facultad de Ciencias Exactas de la UNLP abocada al estudio de la radioactividad en el ambiente.